# Teylers Eerste Genootschap

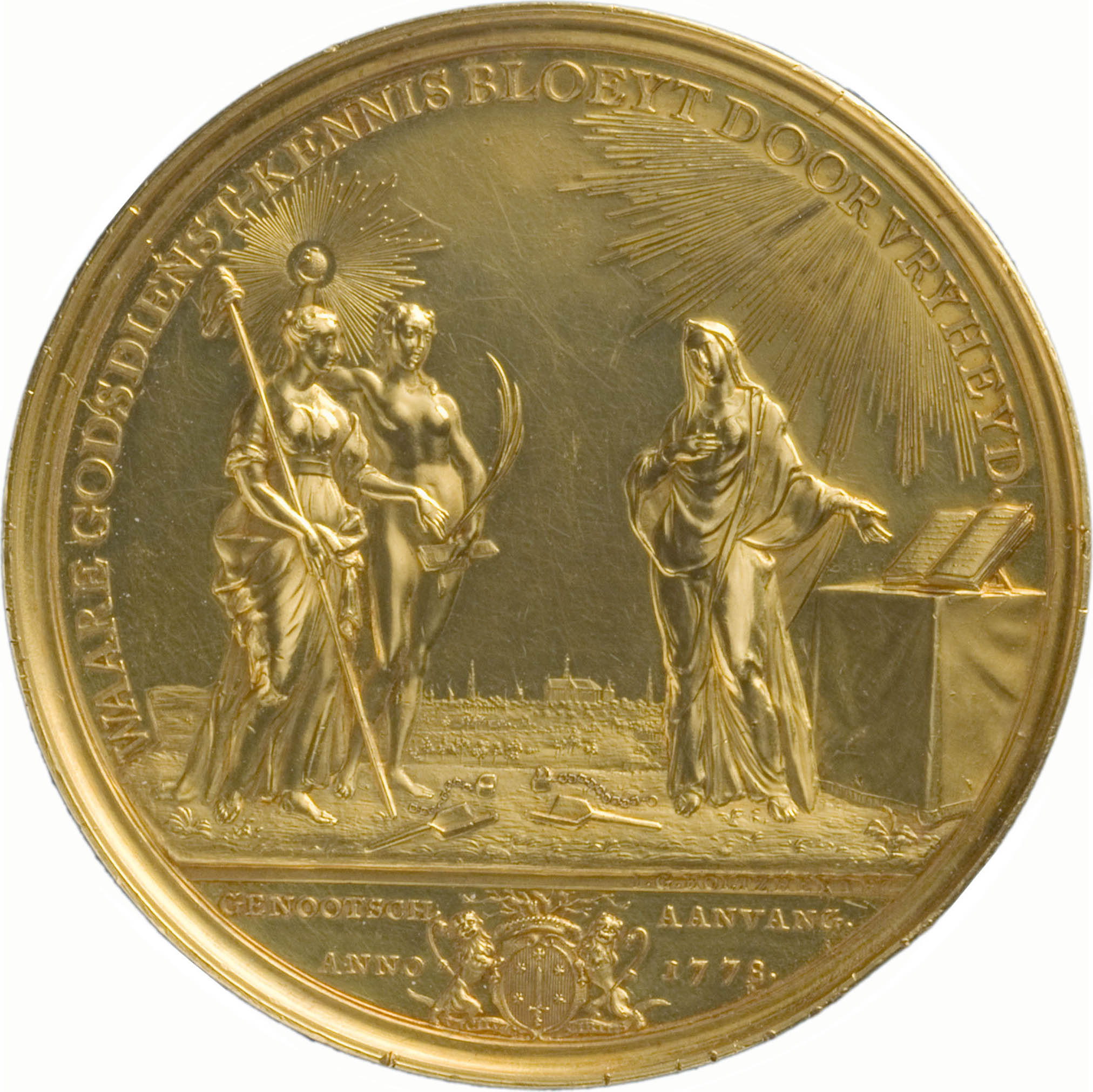
Prijspenning van Teylers Godgeleerd Genootschap te Haarlem, in 1784 uitgereikt aan William Laurence Brown.

Teylers Eerste Genootschap, ook bekend als het Godgeleerd Genootschap, is een van de twee genootschappen opgericht binnen de Teylers Stichting dat zich moest bezighouden met allerhande stoffen en materien tot de waarheid en de vrijheijd in den Christelijken Godsdienst en Burgerstaat specteerende en behoorende. 

## Geschiedenis
Na zijn overlijden blijkt de vermogende, doopsgezinde Haarlemse laken- en zijdehandelaar Pieter Teyler van der Hulst zijn geld nagelaten te hebben voor de stimulering van godsdienst, kunst, natuurwetenschap, geschiedenis, letterkunde en numismatiek. Om zijn erfenis – 65.000 Nederlandse guldens per jaar – te beheren werd in 1778 een stichting en twee genootschappen opgericht, Teylers Eerste Genootschap en Teylers Tweede Genootschap of Wetenschappelijk Genootschap.
Beide genootschappen telden elk zes leden benoemd door de Directeuren van Teylers Stichting. Vijf van de zes leden waren aangewezen in Teylers testament: twee remonstrantse predikanten en drie doopsgezinde voorgangers. De door de erflater aangewezen leden waren Age Wijnalda, Cornelis Loosjes, Klaas van der Horst, Jan Verbeek (Teylers Eerste Genootschap) en Barend Hartman van Groningen. Het zesde lid werd unaniem gekozen door de andere vijf, de doopsgezinde Frederik Scheltinga.

## Prijsvragen
Net als het Wetenschappelijke genootschap realiseerde het Godgeleerd Genootschap zijn doelstelling met het jaarlijks uitschrijven van prijsvragen. Deze prijsvragen werden in de Haarlemse Courant en diverse tijdschriften, ook in het buitenland, bekendgemaakt. De inzendingen dienden geschreven zijn in het Latijn, Nederlands of Frans – vanaf 1796 ook in het Engels of Duits.
Naast een geldbedrag werden winnende prijsvragen beloond met een gouden of zilveren erepenning, ontworpen door de Nederlandse medailleur Joan George Holtzhey (1726-1808). Deze erepenning draagt de spreuk "Waare Godsdienst-kennis bloeyt door Vryheyd". De bekroonde prijsvraagantwoorden verschenen ook in de Verhandelingen, rakende den natuurlijken en geopenbaarden Godsdienst, uitgegeeven door Teyler’s Godgeleerd Genootschap.
Nog steeds schrijft het Genootschap ieder jaar een prijsvraag uit. De vergaderingen vinden traditioneel plaats in de Grote Herenkamer van het Teylers Fundatiehuis, het voormalige woonhuis van Pieter Teyler in Haarlem.